# Гауша-ду-Норти
Гауша-ду-Норти (порт. Gaúcha do Norte) — муниципалитет в Бразилии, входит в штат Мату-Гросу. Составная часть мезорегиона Север штата Мату-Гроссу. Входит в экономико-статистический микрорегион Паранатинга. Население составляет 5619 человек на 2006 год. Занимает площадь 16 898,569 км². Плотность населения — 0,3 чел./км².

## Статистика
- Валовой внутренний продукт на 2003 год составляет 45 893 865,00 реалов (данные: Бразильский институт географии и статистики).
- Валовой внутренний продукт на душу населения на 2003 год составляет 8904,51 реала (данные: Бразильский институт географии и статистики).
- Индекс развития человеческого потенциала на 2000 год составляет 0,702 (данные: Программа развития ООН).